# Попавшие на плёнку
«Попавшие на плёнку» (англ. Caught On Tape) — американский музыкальный фильм режиссёра Стики Фингаза, выпущенный 5 февраля 2013 года компаниями Major Independents и Lions Gate Films. Фильм рассказывает об ограблении банка, случайно записанном на плёнку видеокамеры, которая становится главной уликой в деле. Попавшие на плёнку не содержит разговорного диалога, вместо этого актёры рифмуют все свои роли поверх хип-хоп-музыки.
Главную роль в фильме сыграл Стики Фингаз. Он же написал сценарий и выступил в роли продюсера и композитора фильма. В фильме также снялись Седрик «Развлекатель», Вивика А. Фокс, Букем Вудбайн, Джонни Месснер, Эрик Палладино, Кел Митчелл, Энджи Стоун и Малик Йоба.

## Сюжет
Фильм начинается с эпизода, где Марк спорит со своей девушкой Надин из-за проблем с деньгами. Маленький сын Надин только что получил в подарок на день рождения новую камеру и ради интереса оставляет в гостиной камеру включённой и тем самым записывает на плёнку все события в течение дня. Поскольку девушка Марка давит на него, то он придумывает план, как ограбить банк со своими друзьями, и все события, до и после, записываются на плёнку и полиция вскоре находит эту плёнку.

## Концепция
Как и предыдущая работа, Один день из жизни, фильм сделан в жанре хип-хопера и был снят в Лос-Анджелесе в 2002 году. Изначально выход фильма был запланирован на 2003 год, именно тогда появилось первое упоминание картины в прессе. В итоге фильм вышел лишь 10 лет спустя, 5 февраля 2013 года.

В феврале 2013 года в интервью для хип-хоп-портала Baller Status Стики Фингаз описал свой фильм как «новый взгляд на рэп»,  
«… Весь фильм в стиле рэп. Это новое в своём жанре. Ниггеры обычно пишут по 16 строк. Я написал целый фильм в стиле рэп, и у нас были знакомые всем актёры. Это мой второй рэп-фильм, названный Caught On Tape. Это всё реальные актёры, которые читают рэп на протяжении всего фильма. Я отчеканил это — всё идёт в стиле рэп от начала и до конца. Я, вероятно, не получу признания, которого заслуживаю за это, но я нацелен на изменение всего жанра. Это новый стиль, новый взгляд на рэп, который в конце концов будет воспринят.»
В 2015 году Стики Фингаз выпустил фильм How To Make A Major Independent Movie, в котором он рассказал о том, как создавался фильм Попавшие на плёнку:«Когда я начинал снимать фильм „A Day In The Life“, я хотел сначала сделать этот фильм, а затем описать процесс, через который я прошёл». Так появился документальный фильм „How To Make A Major Independent Movie“, который содержит в себе закулисные советы и уловки для начинающих режиссёров, наряду с советами от знаменитых партнёров по фильму и советы от многих других.»

## В ролях
| Актёр                 | Персонаж                  |
| --------------------- | ------------------------- |
| Стики Фингаз          | Марк                      |
| Седрик «Развлекатель» | Сантехник                 |
| Вивика А. Фокс        | Надин                     |
| Букем Вудбайн         | Тайрон                    |
| Кевин Джонсон         | Афро-американский мальчик |
| Джошуа Маккой         | Томми                     |
| Джонни Месснер        | Тито                      |
| Кел Митчелл           | Марлон                    |
| Эрик Палладино        | Гектор                    |
| Кит Робинсон          | Шон                       |
| Линдсей Сейм          | Медсестра                 |
| Иэн Сомерхолдер       | Офицер Льюис              |
| Энджи Стоун           | Дайан                     |
| Малик Йоба            | Детектив Робертс          |